# Andrea (apostolo)
Andrea (in greco antico: Ἀνδρέας?; denominato secondo la tradizione ortodossa "Protocleto" o "Chiamato per primo") (Betsaida, 5 – Patrasso, 30 novembre 60) è stato un apostolo di Gesù Cristo. Era il fratello di Pietro. È venerato come santo dalla Chiesa cattolica e da quella ortodossa. Viene considerato un santo miroblita.

## Elementi biografici

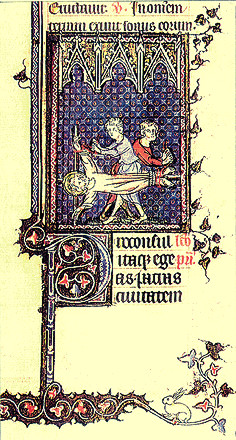
La Crocifissione di sant'Andrea, miniatura inglese del XIII secolo

Andrea era il fratello di Pietro apostolo (Marco 1,16). Nacque probabilmente nel decennio precedente la venuta di Cristo e - come sembra - crebbe in un'importante città sulla costa settentrionale del Mare di Galilea, immediatamente a est del Giordano, chiamata Betsaida, che vuol dire "casa del pescatore", appellativo assai appropriato se si pensa che sia Andrea sia suo fratello Simone (Pietro) erano, appunto, pescatori. Sicuramente il fiorente centro ospitava una numerosa comunità greca e ciò spiega la locale diffusione di nomi ellenici, quale, tra gli altri, Andrea. Nel 4 a.C. Betsaida era passata sotto l'autorità di Erode Filippo, figlio di Erode il Grande, il quale ne aveva ampliato i confini e all'antico nome aveva aggiunto quello di Giulia, in omaggio alla figlia dell'imperatore Augusto.
Il Nuovo Testamento afferma che Andrea era figlio di Giona (Matteo 16,17) o anche detto Giovanni (Giovanni 1:40-42) e che era nato a Betsaida sulle rive del lago omonimo in Galilea (Giovanni 1,44). Assieme al fratello Pietro era pescatore e la tradizione vuole che Gesù stesso lo avesse chiamato a essere suo discepolo invitandolo a essere per lui "pescatore di uomini" (ἁλιεὺς ἀνθρώπων, halieus anthropon), tradotto anche come "pescatore di anime". Agli inizi della vita pubblica di Gesù, occupavano la stessa casa a Cafarnao (Marco 1,21-29).
Il Vangelo secondo Giovanni riporta che Andrea era stato in precedenza discepolo di Giovanni il Battista, che gli indicò Gesù come «agnello di Dio» (Giovanni 1,35-40). Andrea fu il primo a riconoscere in Gesù il Messia e lo fece conoscere al fratello (Giovanni 1,41). Presto entrambi i fratelli divennero discepoli di Cristo. In un'occasione successiva, prima della definitiva vocazione all'apostolato, essi erano definiti come grandi amici e lasciarono tutto per seguire Gesù (Luca 5,11; Matteo 4,19-20; Marco 1,17-18).
Nei vangeli Andrea è indicato essere presente in molte importanti occasioni come uno dei discepoli più vicini a Gesù (Marco 13,3; Giovanni 6,8 Giovanni 12,22), ma negli Atti degli Apostoli si trova solo una menzione marginale della sua figura (Atti 1,13).
Eusebio di Cesarea ricorda nelle sue Origini che Andrea aveva viaggiato in Asia Minore e in Scizia, lungo il Mar Nero, una tradizione che risale al XII secolo aggiunge anche sul Volga e sul Dnepr. Il ricercatore George Alexandrou ha scritto che Sant'Andrea trascorse 20 anni nei territori dei Daco-Romani e visse in una caverna nei pressi del villaggio di Ion Corvin, nella attuale Romania. Per questo egli è divenuto santo patrono della Romania e della Russia. Secondo la tradizione, egli fu il fondatore della sede episcopale di Bisanzio (Costantinopoli), dal momento che l'unico vescovato dell'area asiatica che era già stato fondato era quello di Eraclea.
Nel 38, in questa sede gli succedette Stachys. La diocesi si svilupperà successivamente nel Patriarcato di Costantinopoli. Andrea è riconosciuto come santo patrono della sede episcopale.

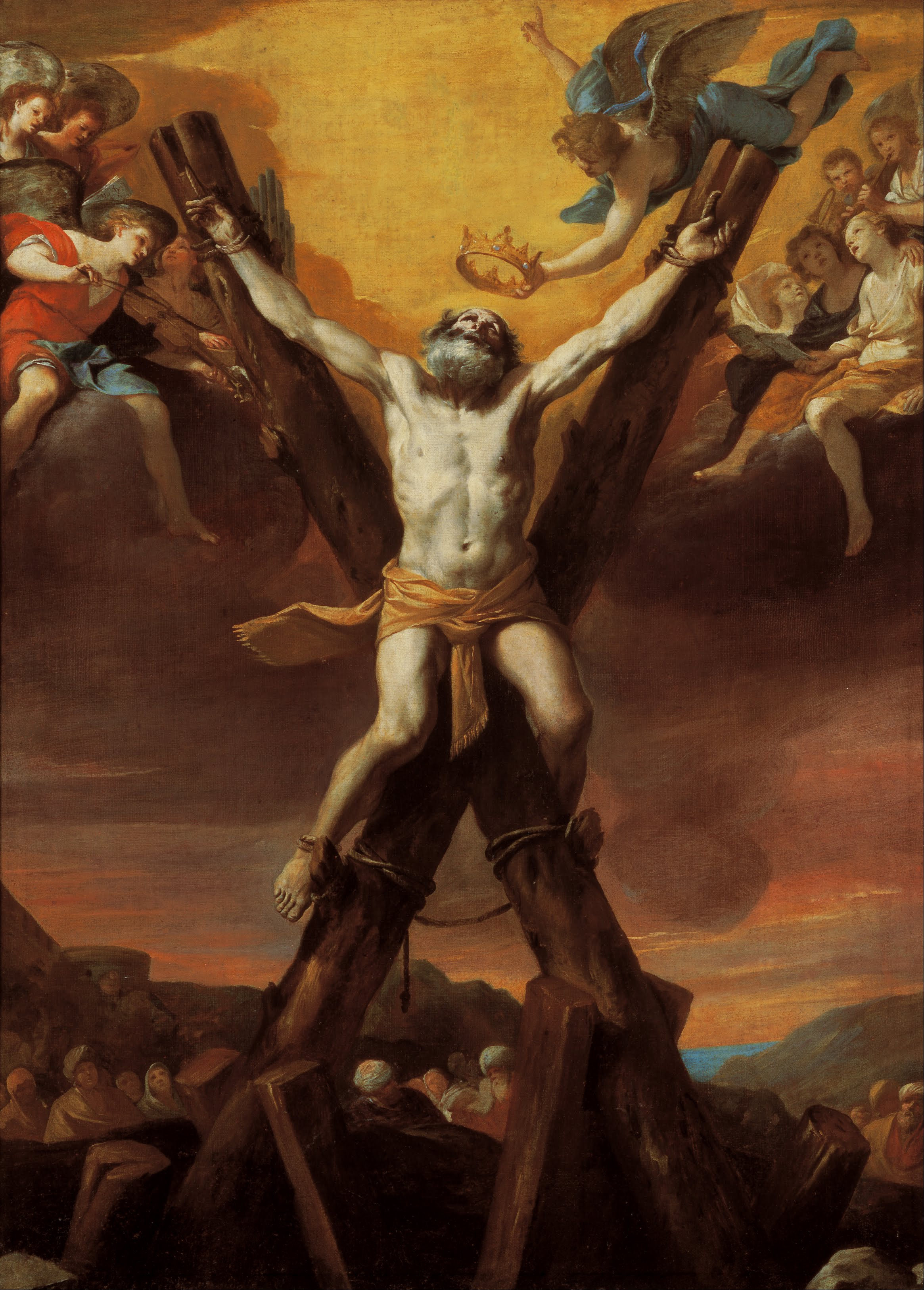
Mattia Preti, La crocifissione di sant'Andrea, (XVII secolo)

Fu martirizzato per crocifissione a Patrasso (Patrae) in Acaia (Grecia), probabilmente nel 60 d.C., regnante Nerone. Predicò nelle zone limitrofe al Ponto Eusino, in Cappadocia, Bitinia e Galazia. Dai primi testi apocrifi, come ad esempio gli Atti di Andrea citati da Gregorio di Tours, si sa che Andrea venne legato e non inchiodato su una croce latina (simile a quella dove Cristo era stato crocifisso), ma la tradizione vuole che Andrea sia stato crocifisso su una croce detta croce decussata (a forma di X) e comunemente conosciuta con il nome di "Croce di Sant'Andrea"; questa venne adottata per sua personale scelta, dal momento che egli non avrebbe mai osato eguagliare il Maestro nel martirio. Quest'iconografia di sant'Andrea appare a ogni modo solo attorno al X secolo, ma non divenne comune sino al XVII secolo. Proprio per il suo martirio, sant'Andrea è divenuto anche il patrono di Patrasso.

### "Barhiōnâ" e "uiòs" di Giovanni
Il Nuovo Testamento afferma che Andrea era figlio di Giona (Matteo 16,17). Al tempo di Cristo il nome Giona era in disuso, la traduzione di Simone figlio di Giona in Matteo (16,17) è il risultato di una traslazione di Σίμων Βαριωνᾶ che in aramaico significa Simone latitante o ricercato e che in greco non viene tradotto ma traslato con la lettera maiuscola in modo da farlo apparire come un nome di persona, per cui  il "latitante" aramaico diventa Βαρ Ιωνα "figlio di" Giona. Questo lo possiamo verificare nel confronto fra i due "Novum Testamentum Graece et Latine". Nelle lingue latina e greca "Bar" e Βαρ non sussistono; allora sia nel testo latino sia in quello greco Bar - Βαρ, come in aramaico, vorrebbero apparire "figlio", ma, essendo traduzioni a suo tempo destinate a fedeli di lingua greca o latina, è assurdo tentare di farli passare come tali sapendo che in latino si dicono "filius" e in greco ύιος (ùios). Queste "tecniche" di traduzione sono soltanto uno dei modi con cui si può falsare il significato di una parola e, se la Chiesa ha fatto "carte false" per trasformare "barhiōnâ" sino a farlo sparire nei Vangeli moderni, ciò sta a dimostrare che il significato di "latitante ricercato", espresso dal testo originale, è reale.
Gli altri due riferimenti al nome Giona sono:
(Mt 12:40)

Disse loro: "Ma voi, chi dite che io sia?". Rispose Simon Pietro: "Tu sei il Cristo, il Figlio del Dio vivente". E Gesù gli disse: "Beato sei tu, Simone, figlio di Giona, perché né carne né sangue te lo hanno rivelato, ma il Padre mio che è nei cieli. E io a te dico: tu sei Pietro e su questa pietra edificherò la mia Chiesa e le potenze degli inferi non prevarranno su di essa. A te darò le chiavi del regno dei cieli: tutto ciò che legherai sulla terra sarà legato nei cieli, e tutto ciò che scioglierai sulla terra sarà sciolto nei cieli". Allora ordinò ai discepoli di non dire ad alcuno che egli era il Cristo.
Da allora Gesù cominciò a spiegare ai suoi discepoli che doveva andare a Gerusalemme e soffrire molto da parte degli anziani, dei capi dei sacerdoti e degli scribi, e venire ucciso e risorgere il terzo giorno.»
(Mt 16,4 ; 15-21)

## AttieVangelo di Andrea
Gli scritti apocrifi che compongono gli Atti di Andrea, menzionati da Eusebio di Cesarea, Epifanio di Salamina e da altri, sono compresi in un gruppo disparato di Atti degli apostoli che vengono tradizionalmente attribuiti a Leucio Carinus. Questi atti risalgono al III secolo e, assieme al Vangelo di Andrea, appaiono tra i libri rigettati dalla chiesa nel Decretum Gelasianum di papa Gelasio I.
La serie completa degli Atti venne edita e pubblicata da Konstantin von Tischendorf nel suo Acta Apostolorum apocrypha (Lipsia, 1821), che si occupò di riordinarli per la prima volta in modo ordinato e filologicamente corretto. Un'altra versione è presente nella Passio Andreae, pubblicata da Max Bonnet (Supplementum II Codicis apocryphi, Parigi, 1895).

## Culto
La festa di sant'Andrea è celebrata il 30 novembre nelle Chiese d'Oriente e d'Occidente ed è festa nazionale in Scozia.

### Le reliquie

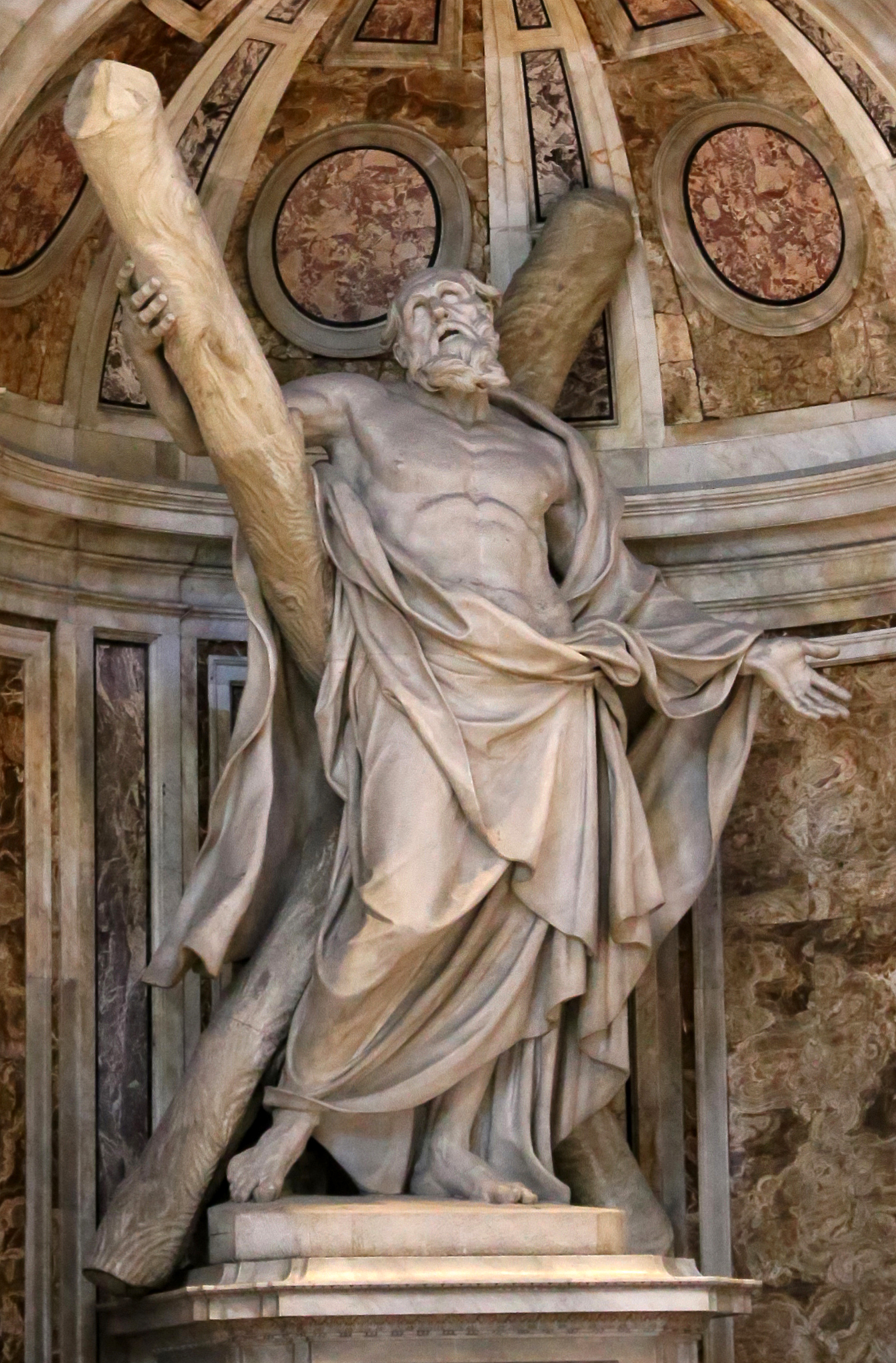
Statua di Sant'Andrea di François Duquesnoy (1640), nella basilica di San Pietro in Vaticano

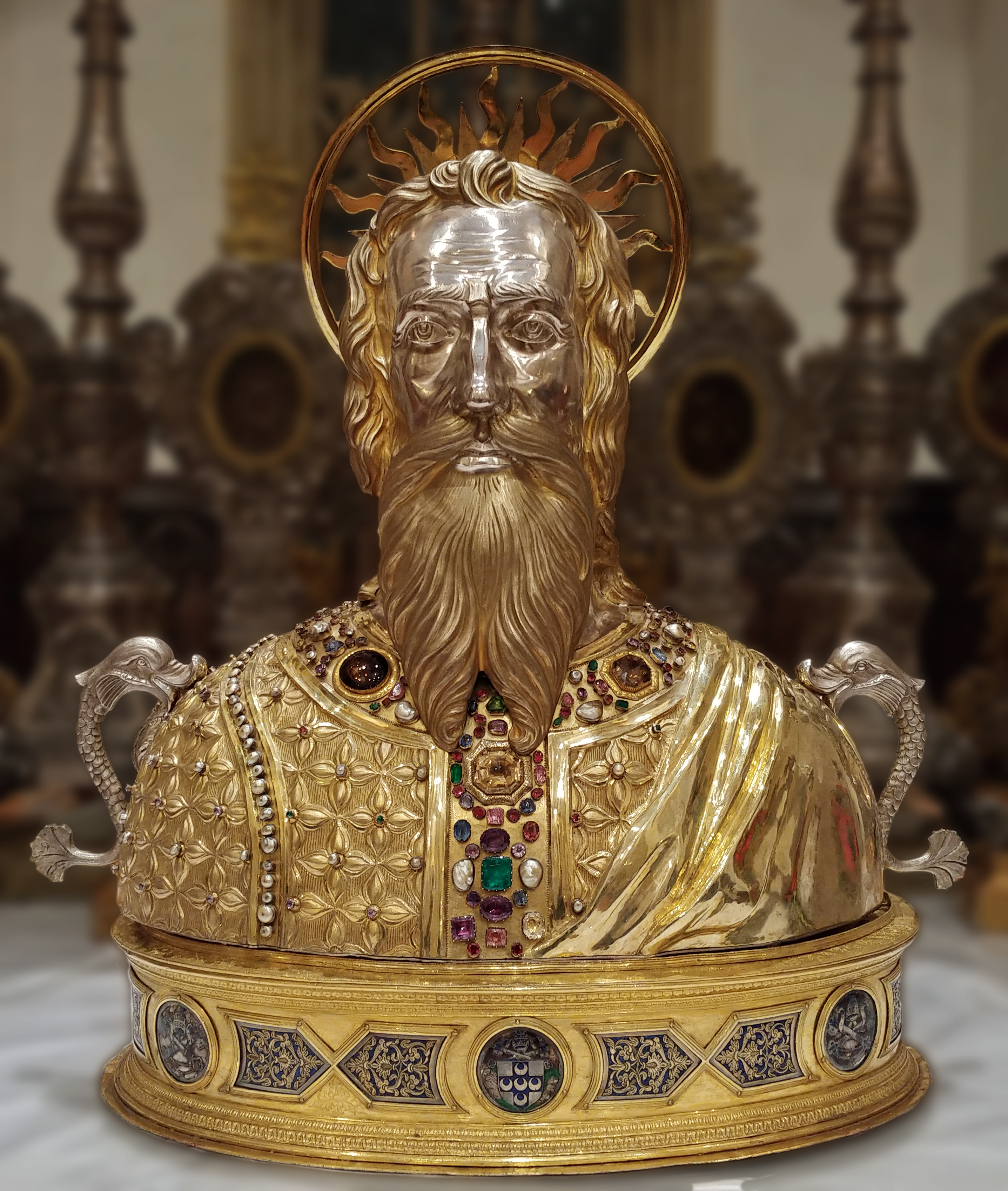
Busto reliquiario della testa di Sant'Andrea, realizzato da Simone di Giovanni Ghini nel 1462-1463 e attualmente esposto presso il museo diocesano di Pienza

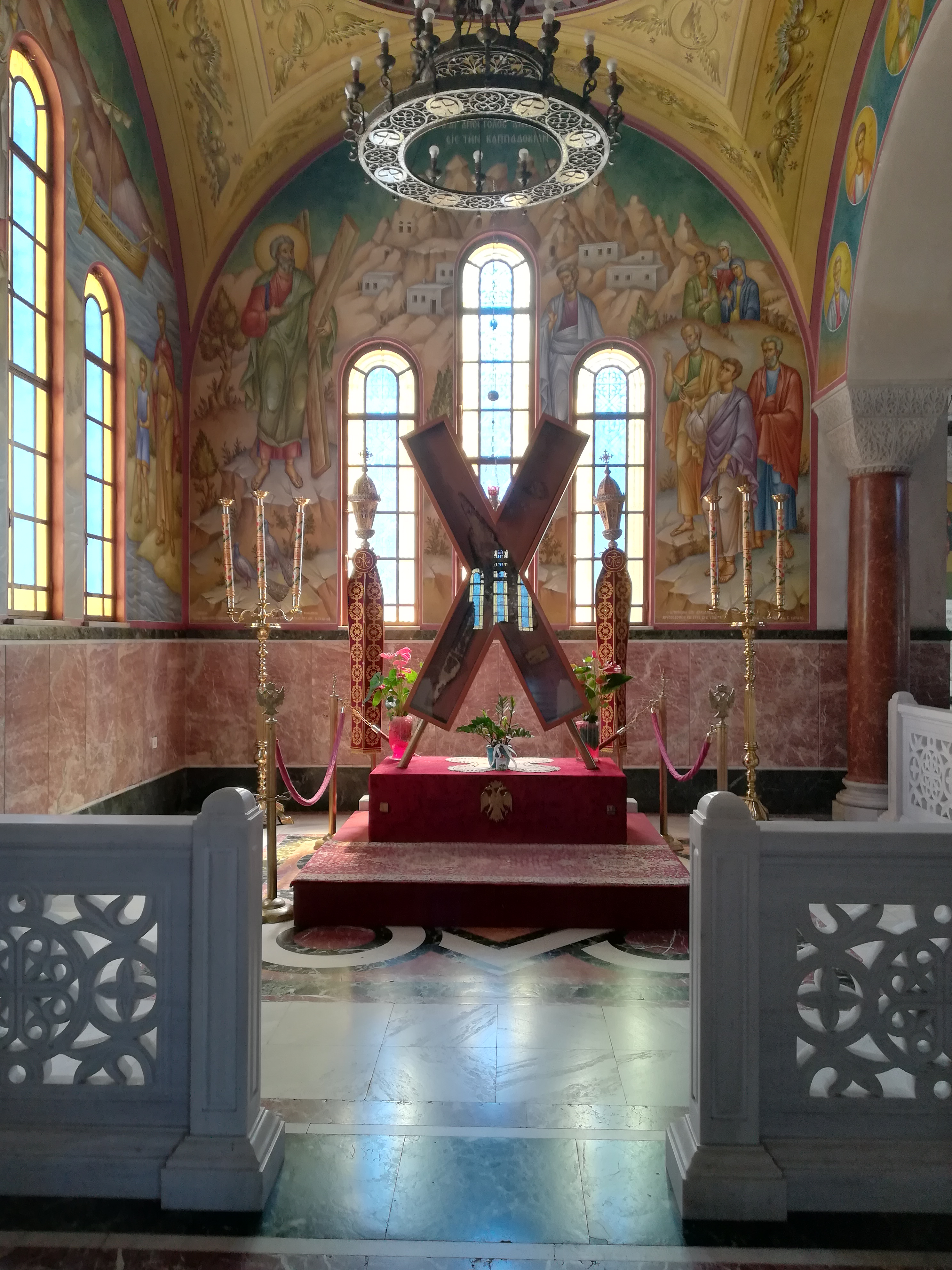
Reliquiario della croce nella basilica di Sant'Andrea Apostolo a Patrasso

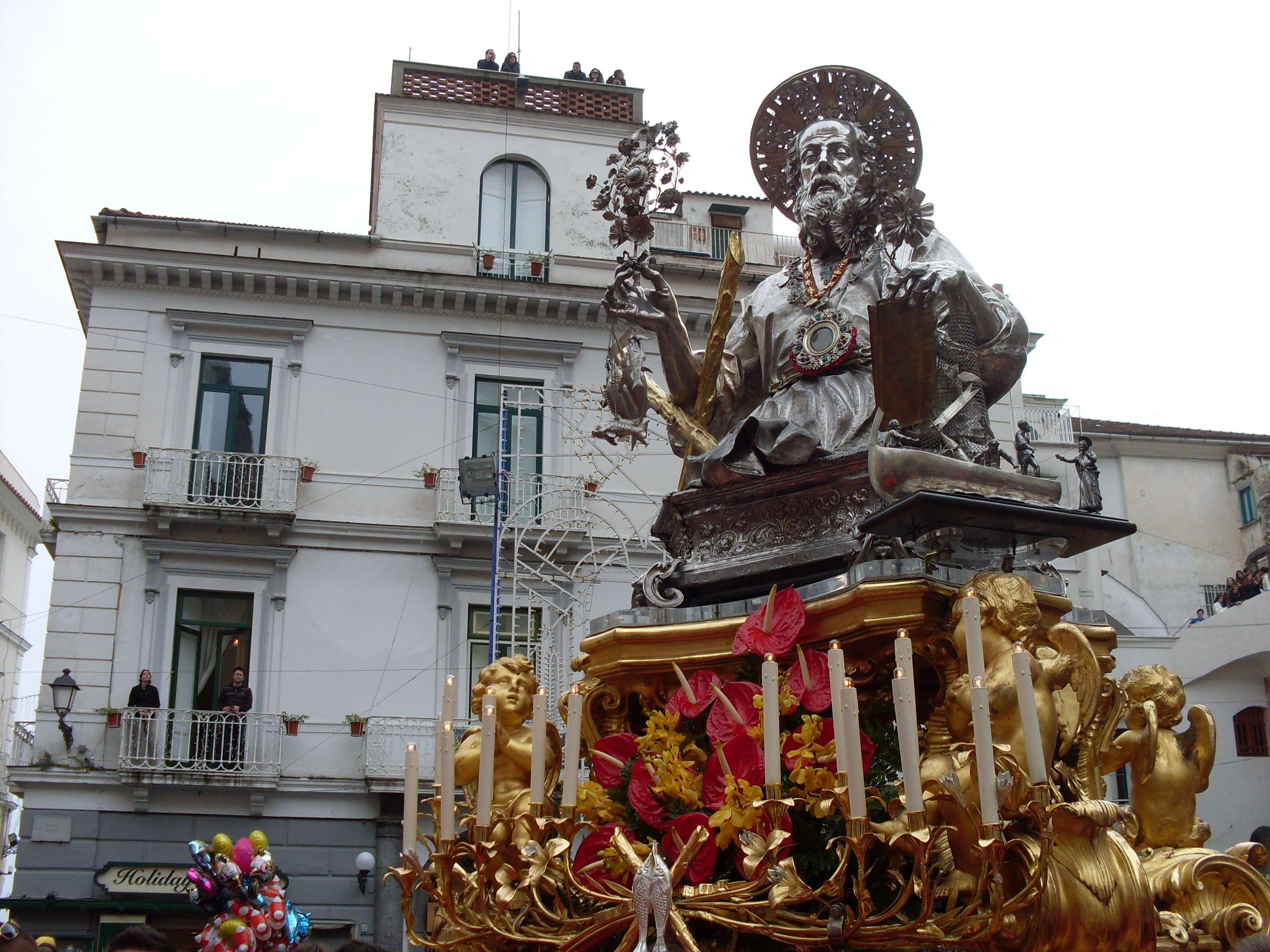
Statua in argento di Sant'Andrea custodita nel Duomo di Amalfi

Dopo il martirio di sant'Andrea, secondo la tradizione, le sue reliquie vennero traslate da Patrasso a Costantinopoli. Leggende locali dicono che le reliquie vennero vendute dai Romani. San Girolamo scrisse che le reliquie di Andrea vennero portate da Patrasso a Costantinopoli per ordine dell'imperatore romano Costanzo II nel 357. Qui rimasero sino al 1208, quando vennero portate ad Amalfi, in Italia, dal cardinale Pietro Capuano, nativo di Amalfi. Nel XV secolo, la testa di sant'Andrea fu portata a Roma, dove venne posta in una teca in uno dei quattro pilastri principali della basilica di San Pietro. Il 14 marzo 1848 la reliquia della testa di Sant’Andrea, conservata nella basilica di San Pietro, venne rubata. Per il suo ritrovamento, fu posta una taglia di ben 5 000 scudi. Dopo pochi giorni, il 1º aprile dello stesso anno, il capo del santo venne rinvenuto "presso la Porta San Pancrazio". Fu in tale occasione che il pontefice Pio IX decise di costruire un'edicola su via delle Mura Gianicolensi per ricordare il "miracoloso" avvenimento. Nel settembre del 1964, come gesto di apertura verso la Chiesa ortodossa greca, papa Paolo VI consegnò un dito e parte della testa alla chiesa di Patrasso.
Nel VI secolo due reliquie (una mano e un braccio) di sant'Andrea furono donate a Venanzio vescovo di Luni da papa Gregorio I, suo grande amico. È tradizione che in tale tempo, e con l'occasione del dono, sia stata costruita a Sarzana la chiesa di Sant'Andrea, che divenne la dimora della reliquia. Da quel giorno l'apostolo divenne il patrono della città. Tali reliquie sono oggi conservate nella cattedrale di Sarzana; esse erano state portate da Costantinopoli a Roma da un certo Andrea, maggiordomo di palazzo dell'imperatore Maurizio. A Città di Castello, nella chiesa di San Francesco, si conserva una reliquia dell'osso di un braccio, che una tradizione locale vuole donata da papa Celestino II, nativo della città e già canonico della cattedrale, a un monastero locale dove viveva una sua sorella; nel XV secolo il comune fece realizzare un reliquiario in argento, oggi nella Pinacoteca comunale.

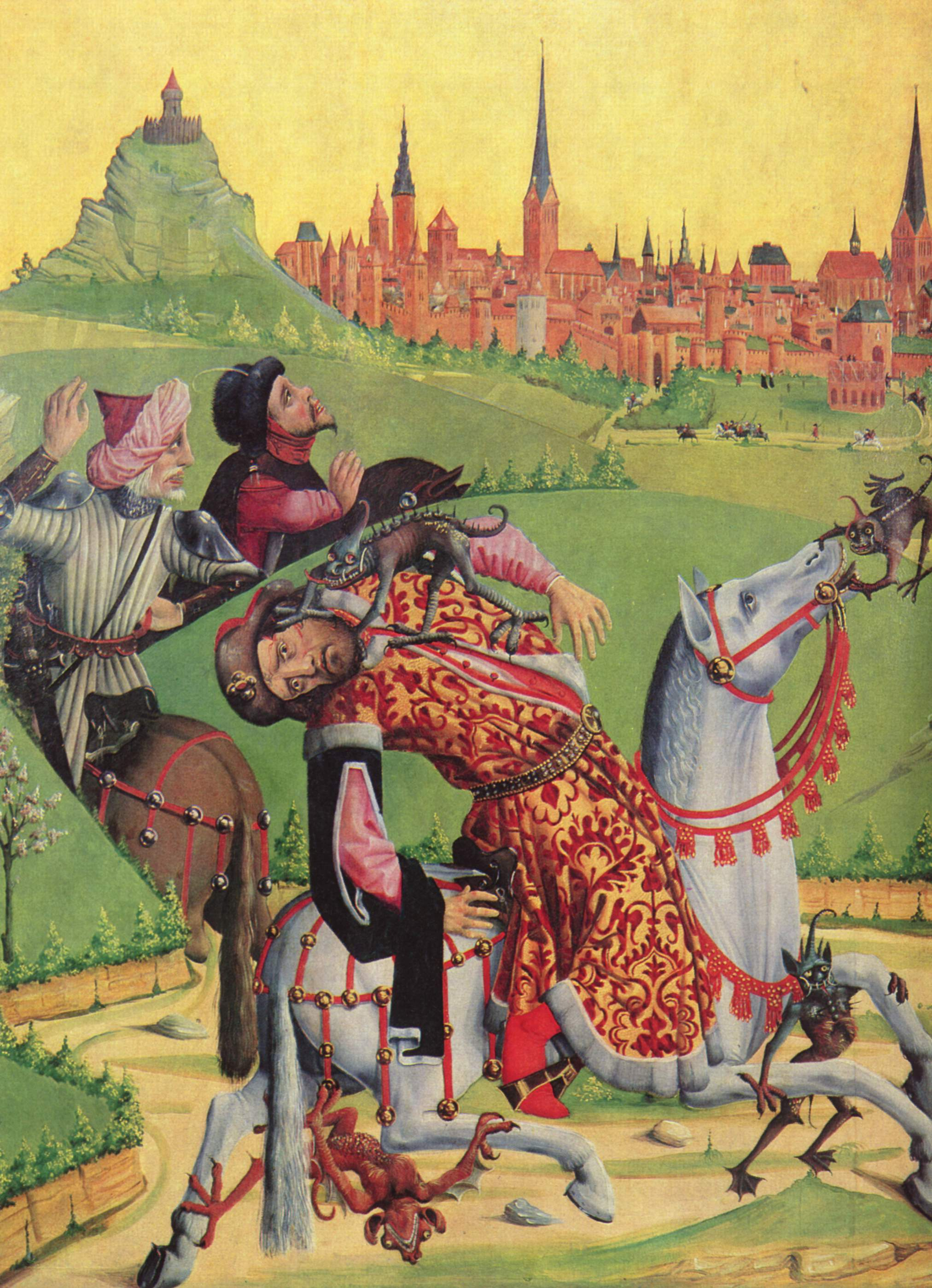
Hans Bornemann: Punizione del proconsole Aegeas che fece crocifiggere sant'Andrea - Chiesa di San Nicola a Luneburgo

La testa del santo venne donata, insieme ad altre reliquie (un mignolo e alcune piccole parti della croce), da Tommaso Paleologo, despota della Morea spodestato dai Turchi, a papa Pio II nel 1461, in cambio dell'impegno per una crociata che avrebbe dovuto riprendere Costantinopoli. Il papa accettò il dono promettendo di restituire le reliquie quando la Grecia fosse stata liberata e ne inviò la mandibola custodita nell'antico reliquiario a Pienza. Per decisione di papa Paolo VI nel 1964 le reliquie conservate a Roma vennero inviate nuovamente a Patrasso all'interno dell'antico reliquiario bizantino, fino ad allora custodito nella cattedrale pientina; in cambio il Papa donò alla cattedrale di Pienza il busto-reliquiario della testa commissionato da Pio II a Simone di Giovanni Ghini per la basilica di San Pietro in Vaticano. Le reliquie rese sono a tutt'oggi custodite nella chiesa di sant'Andrea a Patrasso in una speciale urna e vengono mostrate ai fedeli in occasione della festa del 30 novembre.
La Chiesa Madre di San Nicola a Gesualdo conserva un presunto osso del braccio del santo. La reliquia, custodita in una preziosa scultura d'argento del 1631, fu donata alla chiesa dalla badessa Eleonora, quando si trasferì dal celebre monastero del Goleto presso il principe Carlo Gesualdo a Gesualdo.
Nel 2007 una reliquia del santo è stata consegnata dall'arcivescovo di Amalfi Orazio Soricelli al patriarca ecumenico Bartolomeo, affinché fosse conservata nella cattedrale di San Giorgio in Costantinopoli (sede del patriarcato).

#### In Scozia
Alla metà del X secolo, Andrea divenne santo patrono della Scozia. Molte leggende volevano che le reliquie di sant'Andrea fossero state traslate con poteri soprannaturali da Costantinopoli al luogo attualmente denominato "Sant'Andrea" (in pitico, Muckross; in gaelico, Cill Rìmhinn). 

La croce decussata (o "Croce di Sant'Andrea") nella bandiera nazionale scozzese

Due antichi manoscritti scozzesi ricordano che le reliquie di sant'Andrea vennero portate al re dei Pitti, Óengus I Mac Fergusa (729–761), da un certo Regolo. L'unico Regolo conosciuto dagli storici (detto anche Riagail o Rule), il cui nome è tutt'oggi ricordato dalla torre di san Rule, fu un monaco irlandese espulso dall'Irlanda con san Colombano; la sua vita, a ogni modo, sarebbe da collocarsi tra il 573 e il 600. Vi sono buone ragioni per credere che le reliquie facessero originariamente parte della collezione del vescovo Acca di Hexham e che vennero da quest'ultimo portate ai Pitti da Hexham (c. 732), dove venne fondata una sede episcopale, non come avrebbe voluto la tradizione a Galloway, ma sul luogo detto di Sant'Andrea. La connessione fatta con Regolo è dovuta con tutta probabilità al desiderio di datare la fondazione della chiesa di Sant'Andrea in tempi più remoti possibili e quindi più vicini al martirio del santo.
Un'altra leggenda vuole che nel tardo VIII secolo, durante una delle battaglie contro gli inglesi, il re Ungo (lo stesso Óengus I Mac Fergusa menzionato sopra oppure Óengus II dei Piti (820 – 834)) vide una nuvola incrociata a salterio e disse ad alta voce ai propri compagni di osservare il fenomeno, indicativo di una protezione di sant'Andrea, e che, se avessero vinto per questa grazia, lo avrebbero eletto quale loro santo patrono. A ogni modo, si ha ragione di ritenere che sant'Andrea fosse già venerato in Scozia prima di questa data.
Le connessioni di Andrea con la Scozia sono probabilmente da attribuirsi anche al Sinodo di Whitby, dove la Chiesa celtica, guidata da san Colombano, sancì che, a giudicare dalle scritture, il fratello minore di Pietro aveva dovuto avere un ruolo addirittura superiore a tutti gli apostoli. Nel 1320 la dichiarazione di Arbroath definì sant'Andrea come "il primo a essere divenuto apostolo".
Numerose chiese parrocchiali di Scozia e congregazioni della Chiesa cristiana del paese sono dedicate a sant'Andrea. La Chiesa nazionale del popolo scozzese a Roma è la chiesa di Sant'Andrea degli Scozzesi.
Nella bandiera della Scozia (quindi anche in quella del Regno Unito e nello stemma della Nuova Scozia) e in diverse altre figura la croce di sant'Andrea. Compariva anche sulla bandiera dei Confederati degli Stati Uniti d'America, anche se il fondatore, William Porcher Miles, riteneva di aver cambiato l'insegna da una croce classica a una decussata per motivi araldici e non religiosi.

#### In Corsica
In Corsica, la festa di sant'Andrea (chiamata Sant'Andria in lingua corsa) simboleggia la fine dell'autunno e l'impegno popolare ai valori della condivisione e della solidarietà. La gente travestita bussa alle porte per chiedere cibo con una preghiera chiamata: A pricantula di u sermone di a muntagna (apriti! apriti! À Sant’Andria, chì vene da longa via, hà i pedi cunghjilati è hà bisognu di ricaldassi, d’un bon bichjeru di vinu).

#### In Romania
La tradizione rumena vuole che sant'Andrea (chiamato Sfântul Apostol Andrei) sia stato uno dei primi a portare il cristianesimo nella Scizia Minore, l'attuale Dobrugia, al popolo locale dei Daci. Già presso i Padri della Chiesa, infatti, sant'Andrea viene citato come pellegrino in questa regione. Tre sono i toponimi e numerose antiche tradizioni sono riconducibili a sant'Andrea, molte delle quali possono conservare un substrato pre-cristiano. Esiste anche una caverna dove si ritiene che egli abbia alloggiato. La misteriosa tradizione che vuole che egli fosse solito battezzare nel villaggio di Copuzu è anche collegata da molti etnologi con il fenomeno delle campagne di cristianizzazione legate agli apostoli.

#### In Ucraina
Il primo cristianesimo in Ucraina ricorda che l'apostolo Andrea avrebbe viaggiato nel Sud dell'Ucraina, lungo il Mar Nero. La leggenda vuole che egli abbia anche percorso il fiume Nipro e abbia raggiunto la località che in seguito sarebbe divenuta Kiev, dove venne eretta una croce sul sito dove abitualmente Andrea risiedeva, profetizzando la nascita della città all'insegna del cristianesimo.

#### A Luqa (Malta)
Le prime notizie relative a questa piccola cappella a Luqa dedicata a sant'Andrea risalgono al 1497. La visita pastorale del delegato pontificio Pietro Dusina afferma che questa cappella conteneva tre altari, uno dei quali era dedicato a sant'Andrea. La pala d'altare, raffigurante Maria coi santi Andrea e Paolo venne dipinta dal pittore maltese Filippo Dingli. A quel tempo, molti pescatori vivevano a Luqa, e questa potrebbe essere una delle ragioni per cui sant'Andrea venne scelto come santo patrono della città. La locale statua di sant'Andrea venne scolpita nel legno da Giuseppe Scolaro nel 1779. Questa opera subì molti restauri, primo tra tutti quello risalente al 1913 per opera del rinomato artista maltese Abraham Gatt. Il Martirio di sant'Andrea, presente sull'altare principale della chiesa, venne dipinto da Mattia Preti nel 1687.

#### A Gesualdo (Italia)
A Gesualdo la festa di sant'Andrea ricorre ogni 30 novembre con l'accensione di falò, detti "vambalèrie", per le strade cittadine e le zone rurali. Tale tradizione nacque nell'Ottocento, a seguito dell'abbattimento del tiglio collocato nella piazza principale della cittadina (oggi piazza Umberto I), il cui legno fu in parte bruciato e in parte utilizzato per la realizzazione della statua del santo, ancora oggi conservata nella chiesa madre di San Nicola insieme a una reliquia dell'apostolo.

#### Ad Amalfi (Italia)
Ad Amalfi la festa di sant'Andrea ricorre più volte all'anno. La prima è il 28 gennaio, festa della reliquia; la seconda la domenica di Pasqua e il lunedì di Pasquetta; la terza il 7 e l'8 maggio, traslazione delle reliquie (detta "Sant'Andrea a'quaglia"). Le più particolari sono quella del 26 e 27 giugno, miracolo di Sant'Andrea e quella del 29 e 30 novembre, festa patronale. La vigilia della festa di giugno la mattina si tiene l'esposizione della statua, seguita dalla sfilata della banda e dalle messe. A sera in cripta, a conclusione del triduo, si tengono i vespri e la celebrazione della Manna. La sera del 27 giugno parte una processione per le vie del paese, seguita dalle marce sinfoniche e dallo spettacolo pirotecnico a mare. Alle cinque di mattina del 30 novembre, accompagnata da fuochi pirotecnici e campane, la banda sfila. Verso mezzogiorno, la processione parte per un percorso più breve rispetto a quello di giugno. La giornata è chiusa da fuochi pirotecnici.
A Pescara (Italia)
A Pescara è il santo patrono protettore della marineria. La festa ricade a ridosso dell’ultima domenica di luglio, in cui entrambe le marinerie della città si uniscono in una processione in mare, dove la statua del santo viene portata da un peschereccio. La festa si estende con giostre e stand gastronomici marinari a ridosso del borgo Marino Nord. Il lunedì successivo si chiude con spettacoli pirotecnici.

#### Friuli (Italia)
Sebbene non sia il patrono dei norcini, in Friuli la tradizione popolare associa il Santo al rito di macellazione del maiale, in quanto tradizionalmente a fine novembre si è soliti uccidere il maiale per farne salumi. Molto diffuso è il detto in friulano "A Sant'Andree il purcit su la bree" intendendo il rito di uccidere il maiale per poi metterlo sulla grande tavola comune per procedere alla macellazione; le famiglie più religiose erano solite far benedire il maiale dal parroco il giorno prima, mentre per la lavorazione dei salumi tradizione voleva che si utilizzasse del sale benedetto il giorno dell'Epifania.

### Patronati
Andrea è santo patrono della Scozia, della Russia, della Romania, dell'Ucraina e della Grecia. Egli è anche santo patrono della Prussia e di alcune località:
- Weißenburg in Bayern (Baviera); Celle, Luneburgo, Wolfenbüttel (Bassa Sassonia);
- Edimburgo e Saint Andrews (Scozia)
- Luqa (Malta)
- San Andrés (Tenerife, Spagna)

Inoltre è patrono di numerose località italiane, tra le quali i seguenti comuni e frazioni:
- Aicurzio MB
- Albaredo Arnaboldi (PV)
- Amalfi (SA)
- Andrano (LE)
- Anguillara Veneta (PD)
- Antey-Saint-André (AO)
- Arienzo (CE)
- Arquà Polesine (RO)
- Attimis (UD)
- Azzanello (CR)
- Azzate (VA)
- Bagnara di Romagna (RA)
- Balestrino (SV)
- Basiliano (UD)
- Bocca di Magra (Ameglia SP)
- Bracca (BG)
- Brunate (CO)
- Budoia (PN)
- Ca' d'Andrea (CR)
- Cadoneghe (PD)
- Cadriano (BO)
- Capodrise (CE)
- Capralba (CR)
- Carrara (MS)
- Cartosio (AL)
- Carugate (MI)
- Castana (PV)
- Castel Maggiore (BO)
- Castel Rocchero (AT)
- Castelnovo di Sotto (RE)
- Cazzano Sant'Andrea (BG)
- Centroni (RM)
- Cessapalombo (MC)
- Ceto (BS)
- Chiuro (SO) con San Giacomo
- Chiusa (BZ)
- Codognè (TV)
- Collevecchio (RI)
- Cordovado (PN)
- Cottanello (RI)
- Crespiatica (LO)
- Crespadoro (VI)
- Crocetta del Montello (TV)
- Curinga (CZ)
- Dovadola (FC)
- Dugenta (BN)
- Empoli (FI)
- Fino del Monte (BG)
- Gallicano nel Lazio (RM)
- Giave (SS)
- Gonnesa (Provincia del Sud Sardegna)
- Gricignano di Aversa (CE)
- Grognardo (AL)
- Guardia Piemontese (CS)
- Igliano (CN)
- Isso (BG)
- Jelsi (CB)
- Levanto (SP)
- Ligonchio (RE)
- Mairano (BS)
- Malegno (BS)
- Marcedusa (CZ)
- Marciano della Chiana (AR)
- Mason Vicentino (VI)
- Massalengo (LO)

- Milo (CT)
- Mioglia (SV)
- Modolo (OR)
- Monesiglio (CN)
- Montecarlo (LU)
- Montespertoli (FI)
- Monteverdi Marittimo (PI)
- Moraro (GO)
- Mornico al Serio (BG)
- Mossa (GO)
- Nago-Torbole (TN)
- Orani (NU)
- Pagnona (LC)
- Paliano (FR)
- Paolisi (BN)
- Parghelia (VV)
- Pavone Canavese (TO)
- Pescarolo ed Uniti (CR)
- Pescorocchiano (RI)
- Pienza (SI)
- Pioltello (MI)
- Pompiano (BS)
- Pontecchio Polesine (RO)
- Portogruaro (VE)
- Pozzuolo del Friuli (UD)
- Prascorsano (TO)
- Premolo (BG)
- Presicce (LE)
- Quindici (AV)
- Quartiere di Porta Sant'Andrea (Arezzo)
- Riva del Garda (TN)
- Ronchis (UD)
- Sangiano (VA)
- Santandrà (TV)
- Sant'Andrea del Garigliano (FR)
- Sant'Andrea Apostolo dello Ionio (CZ)
- Sant'Andrea Apostolo di Solofra (AV)
- Sant'Andrea Frius (CA)
- Sarcedo (VI)
- Sarzana (SP)
- Sedini (SS)
- Sennariolo (OR)
- Settimo Vittone (TO)
- Sirignano (AV)
- Siror (TN)
- Soiana (PI)
- Solonghello (AL)
- Sommacampagna (VR)
- Strozza (BG)
- Suisio (BG)
- Ticengo (CR)
- Tombolo (PD)
- Tortolì (NU)
- Trequanda (SI) con san Pietro
- Trissino (VI)
- Turania (RI)
- Ula Tirso (OR)
- Varano Borghi (VA)
- Vena di Maida (CZ)
- Venzone (UD)
- Villa d'Adda (BG)
- Villa Estense (PD) con santa Colomba
- Villanova Truschedu (OR)
- Zelo Buon Persico (LO)

## Galleria d'immagini

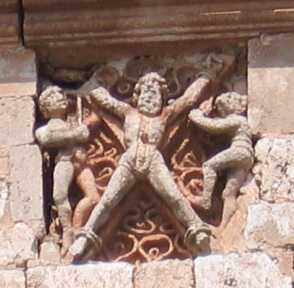
Crocifissione di sant'Andrea, XII secolo, Presencio, Chiesa di Sant'Andrea
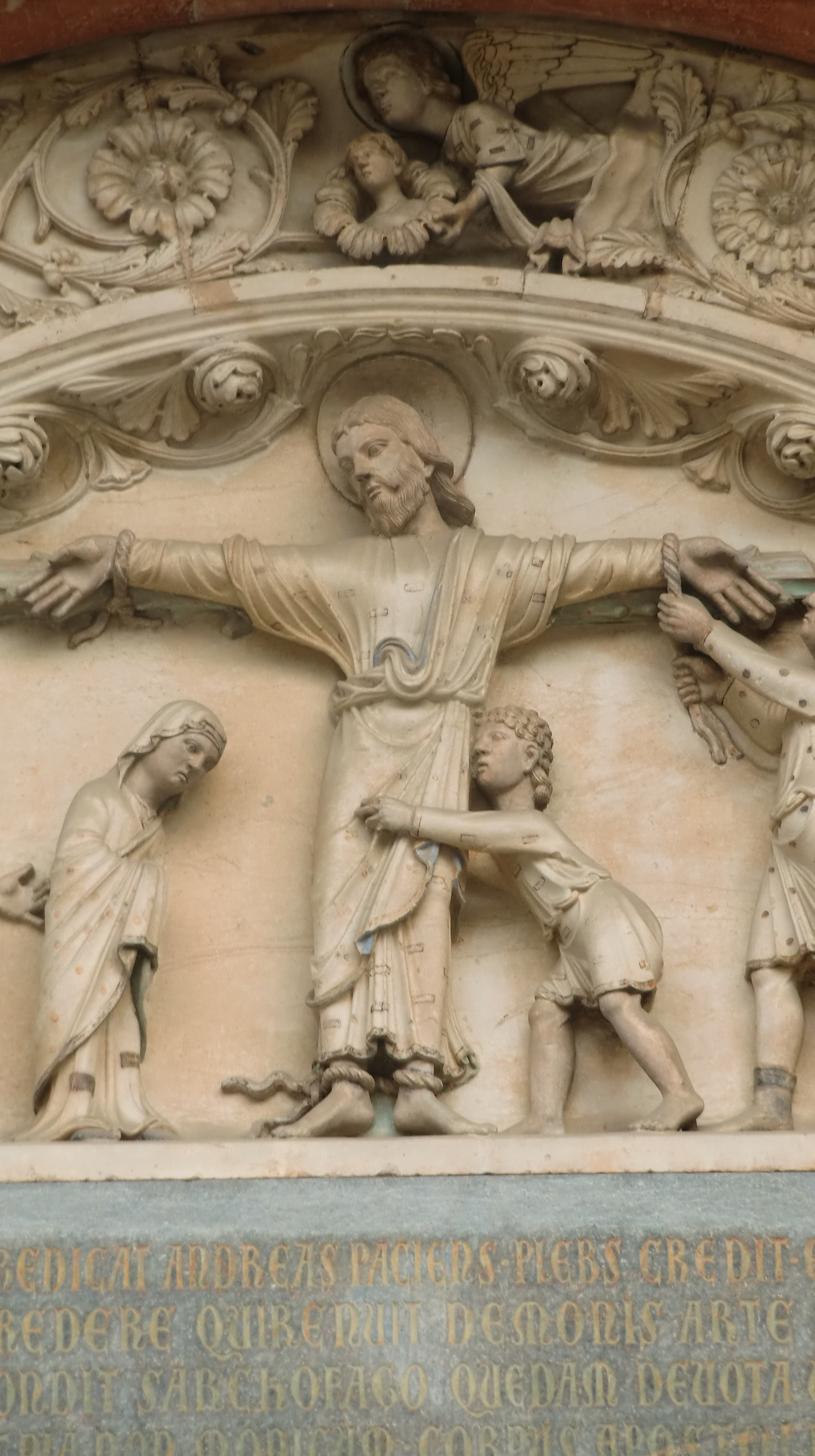
Benedetto Antelami, Il Martirio di sant'Andrea, Vercelli, Duomo
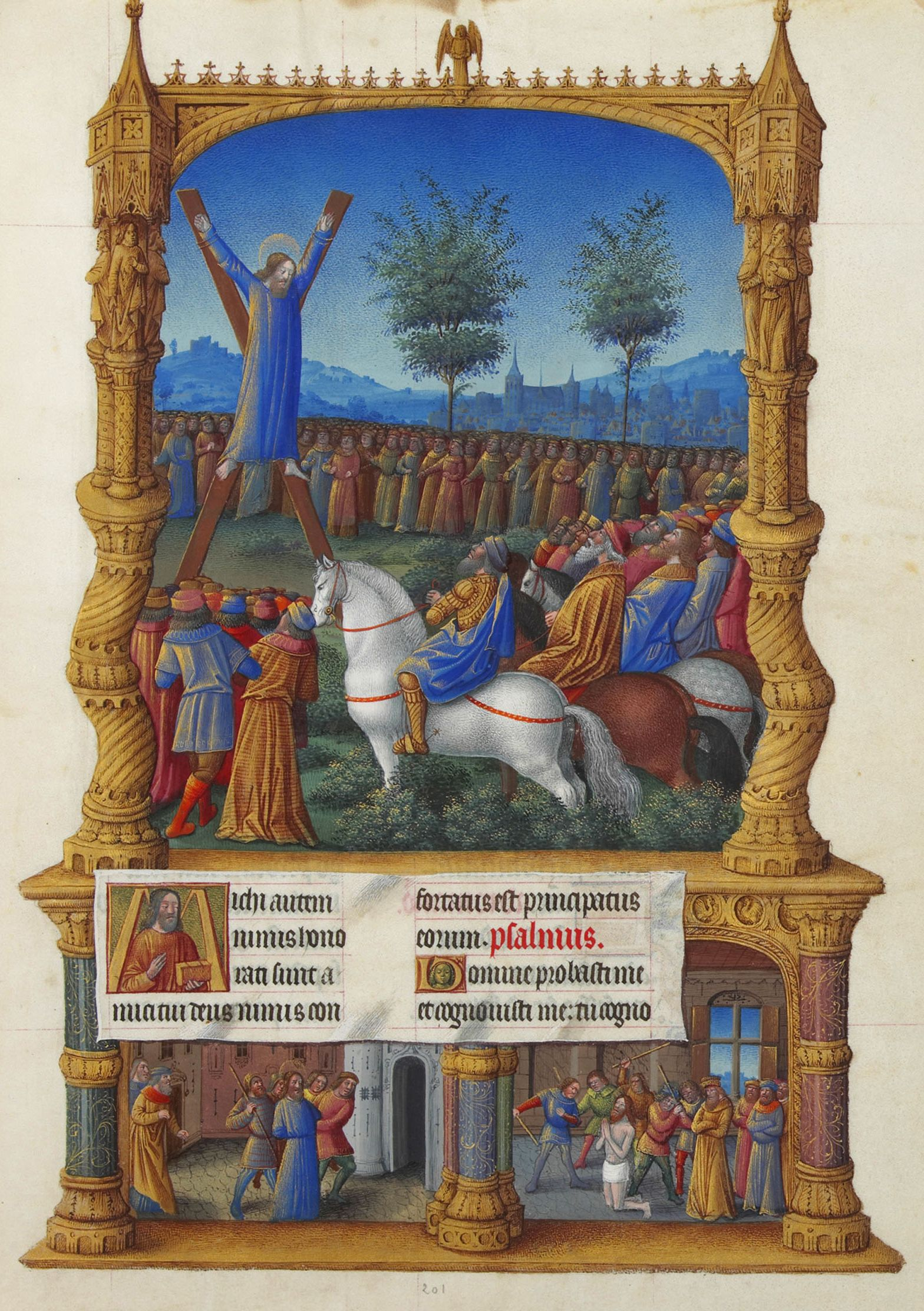
Fratelli Limbourg, Il Martirio di sant'Andrea, da Les Très Riches Heures du duc de Berry, Chantilly, Musée Condé
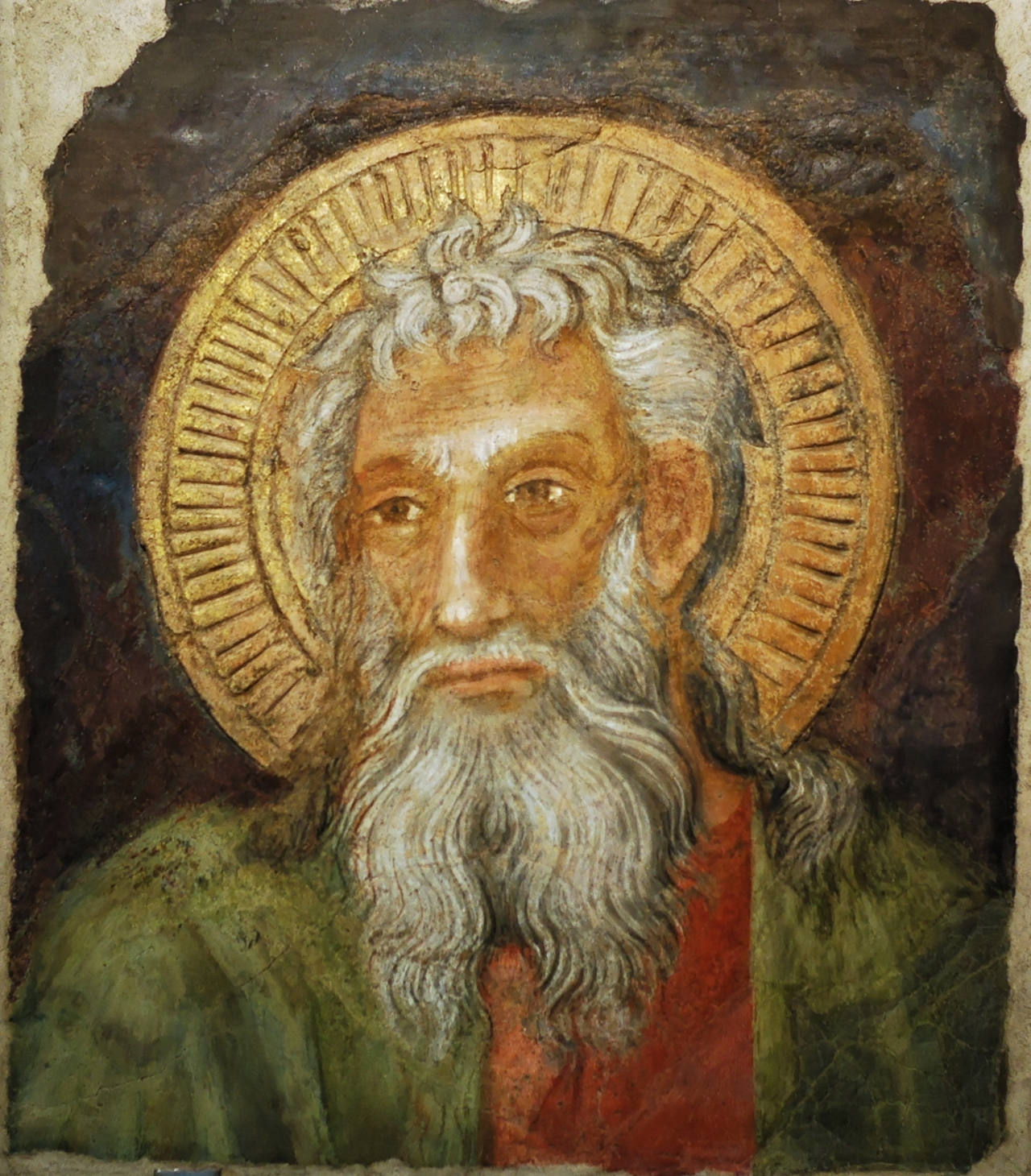
Lippo d'Andrea, Sant'Andrea, frammento d'affresco dal Duomo di Firenze
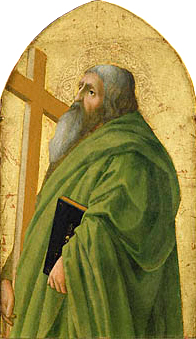
Masaccio, Sant'Andrea (1426), pannello dalla pala di Santa Maria del Carmine a Pisa, Malibu, J. Paul Getty Museum
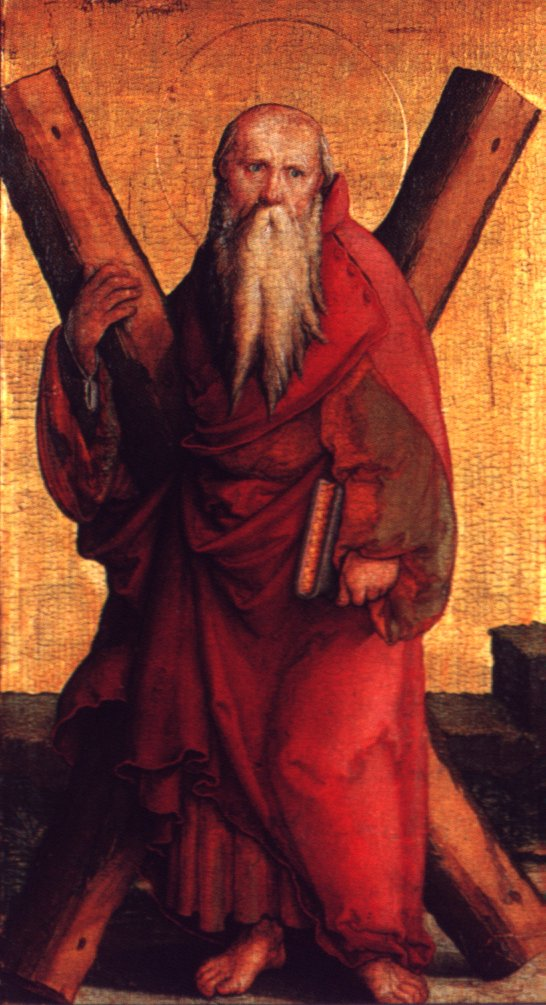
Meister von Meßkirch, Sant'Andrea (1530 c.), Donaueschingen, Fürstenbergsammlungen, Inv. Nr. 81-85
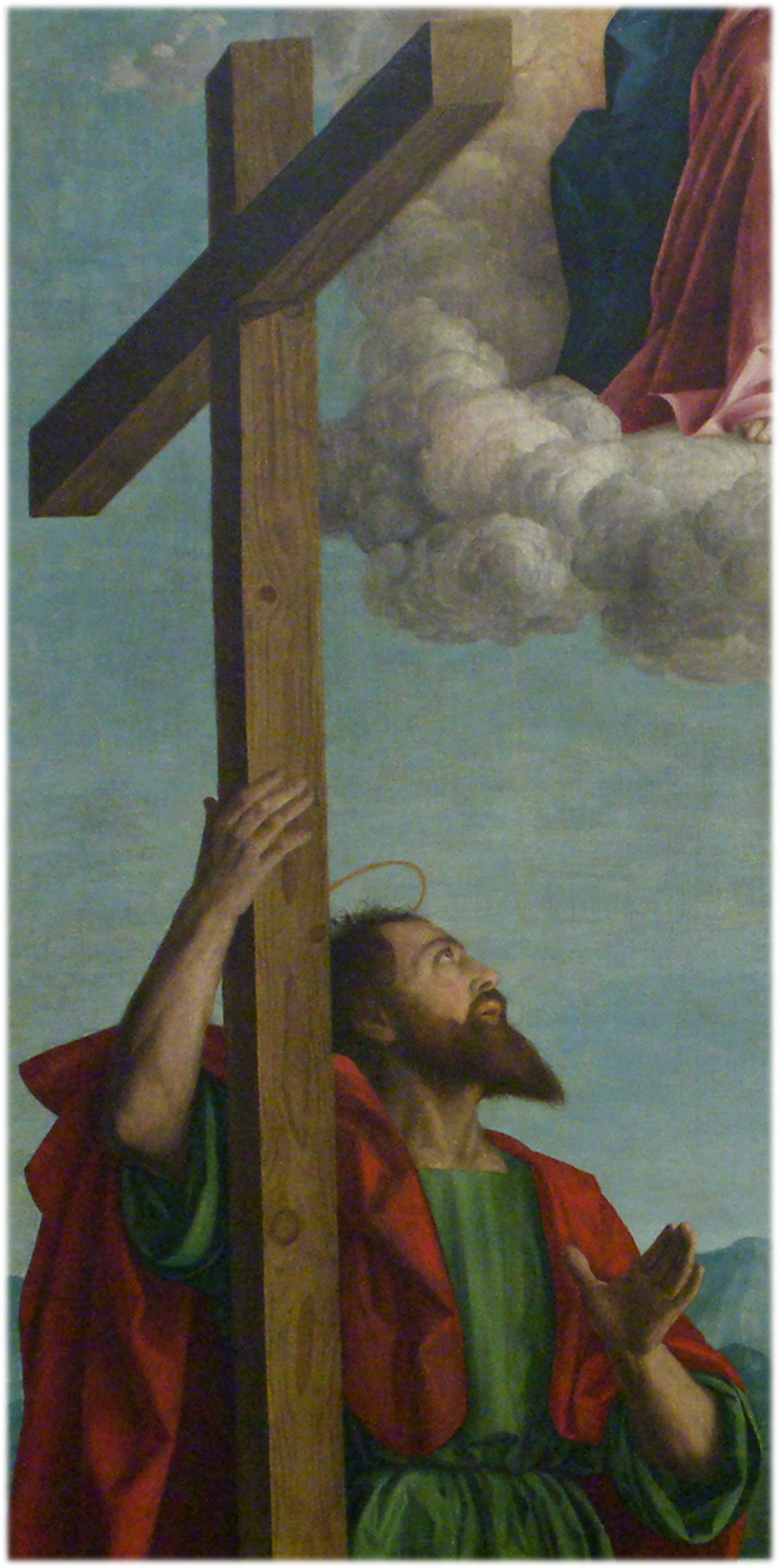
Girolamo dai Libri dettaglio dalla Madonna della quercia, dal 1533, Museo di Castelvecchio, Verona
Caravaggio, Il Martirio di sant'Andrea (1607), Cleveland, Museum of Art
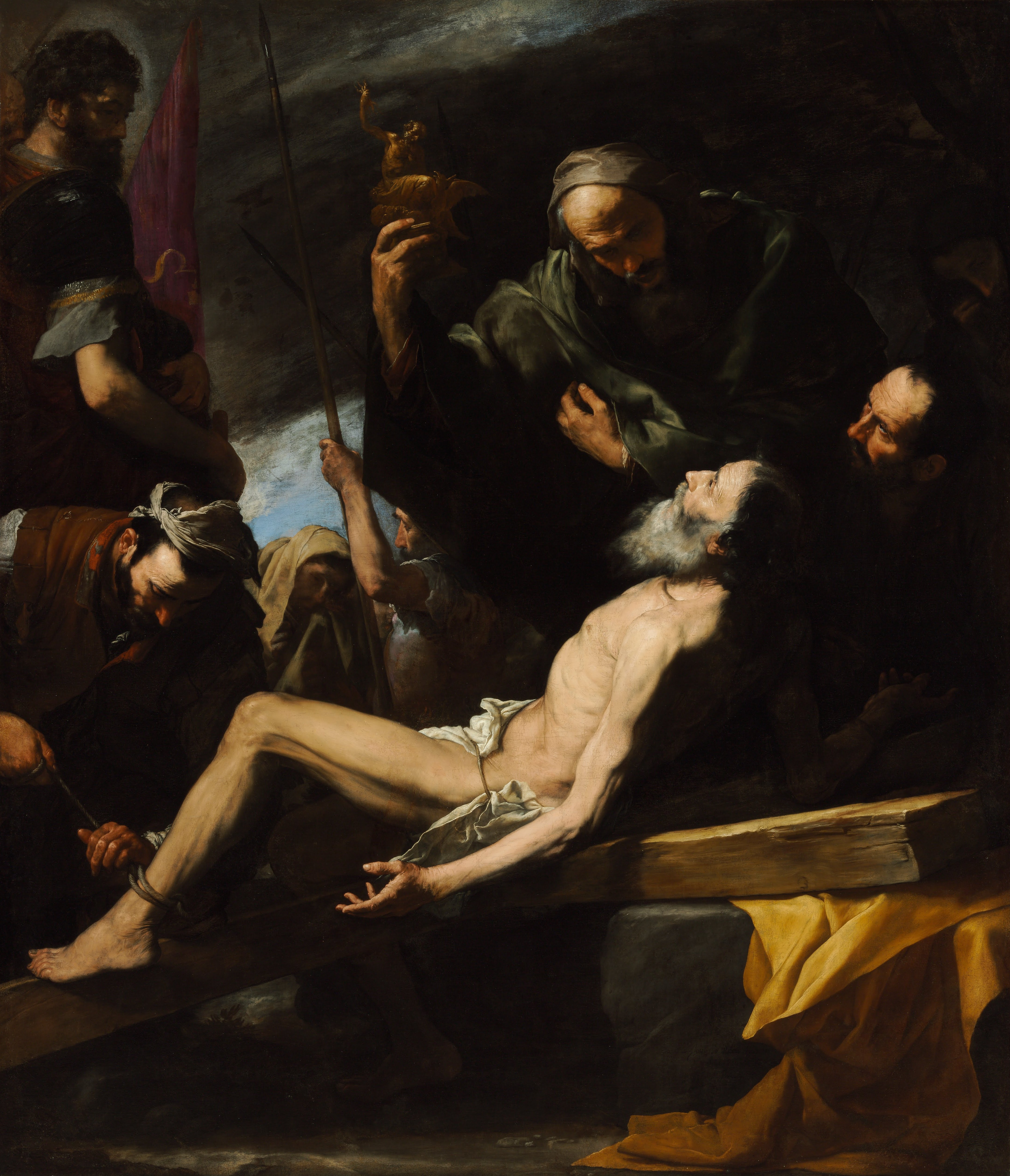
Jusepe de Ribera, Martirio di sant'Andrea, 1628, Budapest, Szépmüvészeti Múzeum
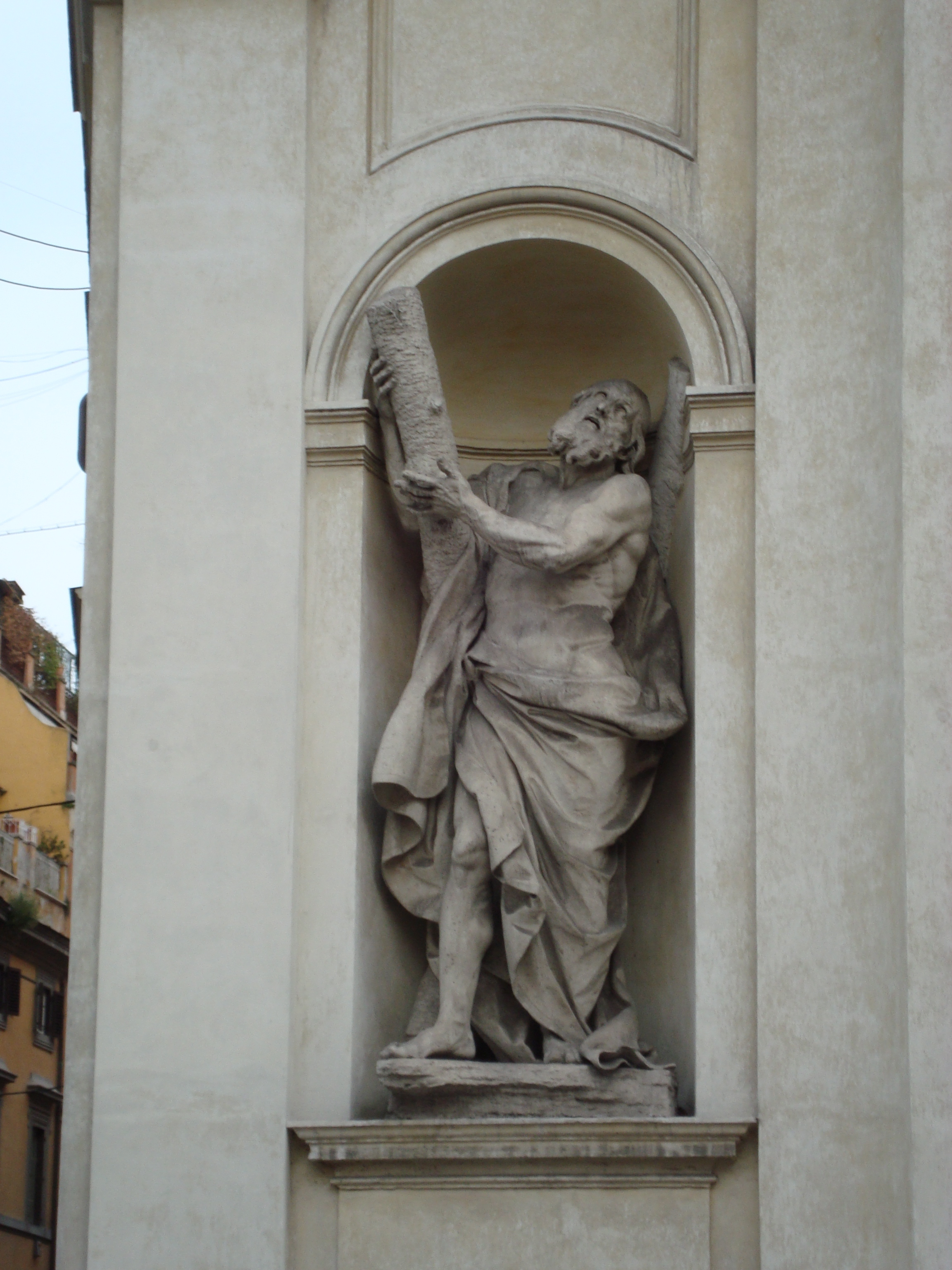
Statua di Sant'Andrea nella Chiesa dei Santi Claudio e Andrea dei Borgognoni di Roma
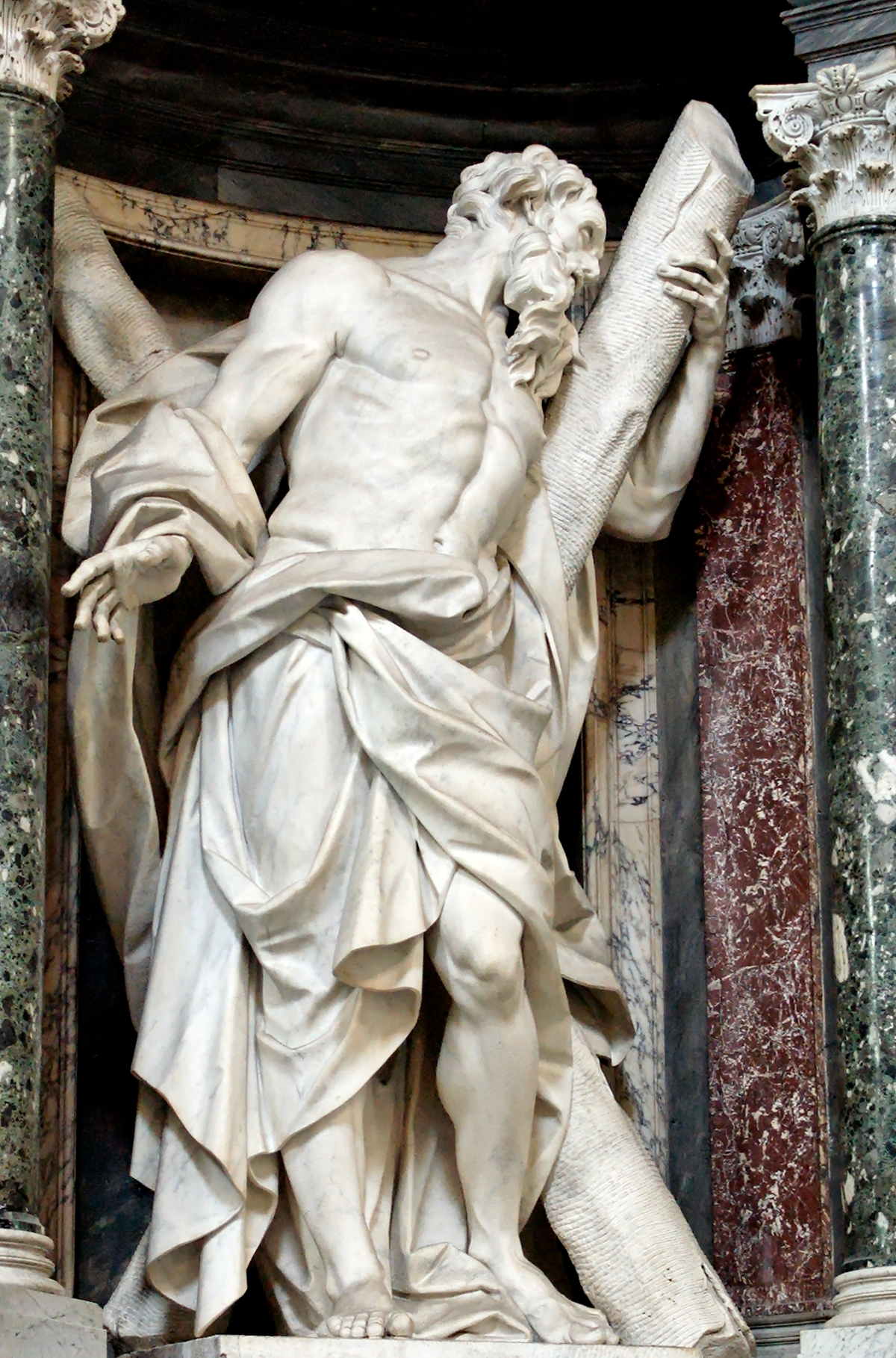
Camillo Rusconi, Statua di Sant'Andrea nella Basilica di San Giovanni in Laterano
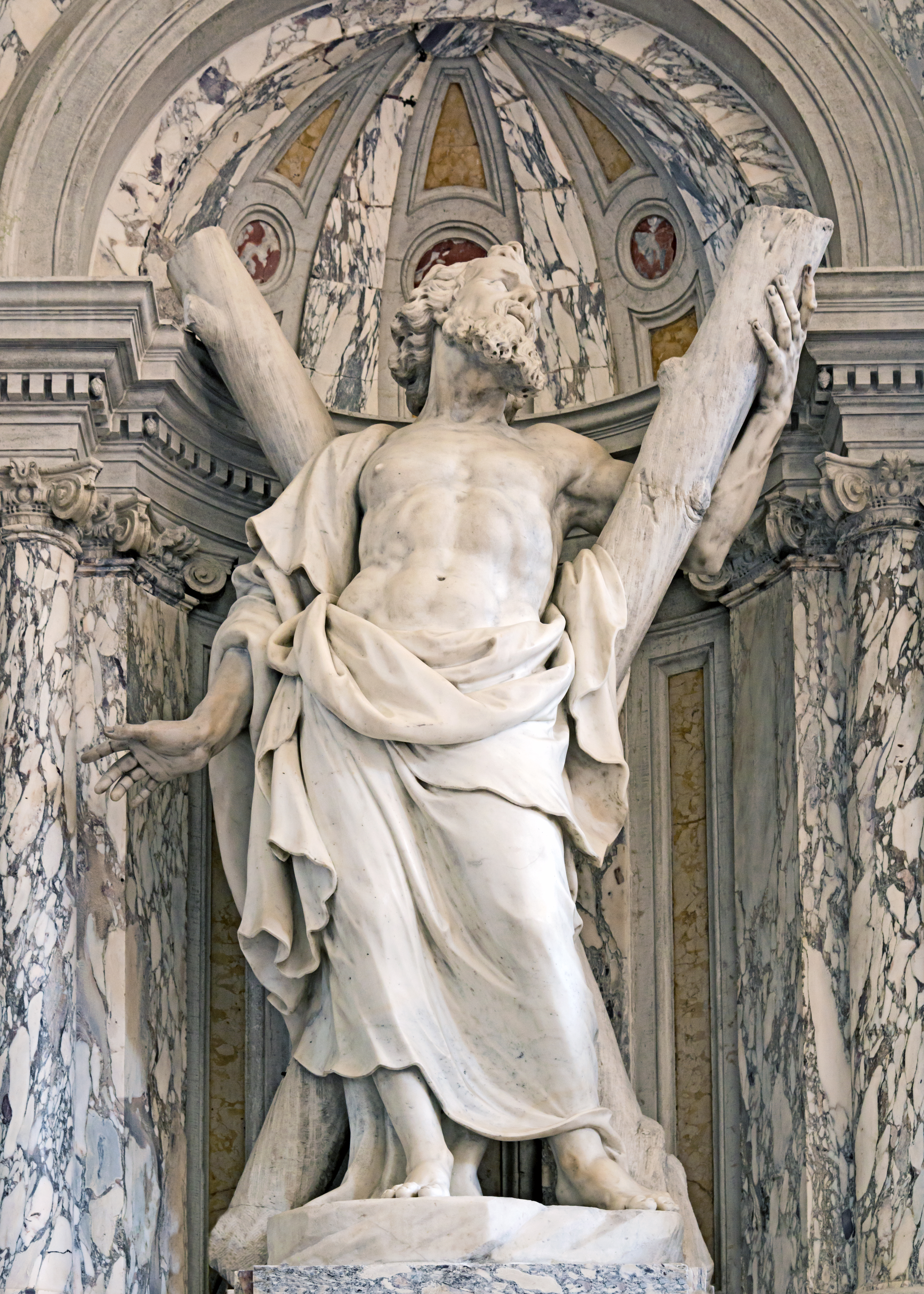
Chiesa di Sant'Andrea della Zirada Venezia

## Al cinema
| Anno                                                                              | Film                                                                                     | Attore               | Note                   |
| --------------------------------------------------------------------------------- | ---------------------------------------------------------------------------------------- | -------------------- | ---------------------- |
| 1912                                                                              | The Holy City                                                                            | M.E. Hannefy         | Cortometraggio         |
| From the Manger to the Cross; or, Jesus of Nazareth                               | Frank T. Gregory                                                                         |                      |                        |
| 1923                                                                              | I.N.R.I.                                                                                 | Eduard Kandl         |                        |
| 1939                                                                              | The Great Commandment                                                                    | Harold Minjir        |                        |
| 1942                                                                              | Jesús de Nazareth                                                                        | Armando Velasco      |                        |
| 1946                                                                              | Maria di Magdala (María Magdalena, pecadora de Magdala)                                  | Raúl Lechuga         |                        |
| 1951                                                                              | "Hill Number One: A Story of Faith and Inspiration", episodio della serie Family Theatre | David Young          |                        |
| 1954                                                                              | Day of Triumph                                                                           | Mike Connors         |                        |
| 1958                                                                              | The Power of the Resurrection                                                            | Warren Parker        |                        |
| 1959                                                                              | Il grande pescatore (The Big Fisherman)                                                  | Rhodes Reason        |                        |
| 1961                                                                              | Il re dei re (King of Kings)                                                             | Tino Barrero         |                        |
| 1964                                                                              | Il Vangelo secondo Matteo                                                                | Alfonso Gatto        |                        |
| 1965                                                                              | La più grande storia mai raccontata (The Greatest Story Ever Told)                       | Burt Brinckerhoff    |                        |
| 1969                                                                              | La via lattea (La voie lactée)                                                           | Christian Van Cau    |                        |
| Atti degli apostoli                                                               | Hedi Novira                                                                              | Miniserie televisiva |                        |
| 1973                                                                              | Gospel Road: A Story of Jesus                                                            | Lyle Nicholson       |                        |
| Jesus Christ Superstar (Jesus Christ Superstar)                                   | Richard Molinare                                                                         | Musical              |                        |
| 1975                                                                              | Il Messia                                                                                | Raouf Ben Yaghlane   |                        |
| 1976                                                                              | The Passover Plot                                                                        | Daniel Ades          |                        |
| 1977                                                                              | Gesù di Nazareth                                                                         | Tony Vogel           | Sceneggiato televisivo |
| Gesù di Nazareth                                                                  | Riduzione cinematografica dello sceneggiato                                              |                      |                        |
| 1979                                                                              | De verrijzenis van Ons Heer                                                              | Ugo Prinsen          | Film televisivo        |
| Jesus (Jesus)                                                                     | Gad Roll                                                                                 |                      |                        |
| 1980                                                                              | La vida de nuestro señor Jesucristo                                                      | Xavier Loyá          |                        |
| The Day Christ Died                                                               | Dov Gottesfeld                                                                           | Film televisivo      |                        |
| 1988                                                                              | He Is Risen                                                                              | Bruce Winant         | Uscito in home video   |
| L'ultima tentazione di Cristo (The Last Temptation of Christ)                     | Gary Basaraba                                                                            |                      |                        |
| 1993                                                                              | The Visual Bible: Matthew                                                                | Hannes Muller        |                        |
| 1995                                                                              | The Revolutionary                                                                        | Saul Kaiserman       | Uscito in home video   |
| 1996                                                                              | Kristo                                                                                   | Conrad Poe           |                        |
| "De hulpvaardige buitenlander", episodio della serie Verhalen uit de bijbel       | Cees Geel                                                                                |                      |                        |
| "De jongen die de wereld wilde zien", episodio della serie Verhalen uit de bijbel |                                                                                          |                      |                        |
| 1999                                                                              | Jesus (Jesus)                                                                            | Gilly Gilchrist      | Film televisivo        |
| 2000                                                                              | The Testaments: Of One Fold and One Shepherd                                             | David Alan Else      |                        |
| C'era una volta Gesù (The Miracle Maker)                                          | Ewan Stewart                                                                             |                      |                        |
| 2001                                                                              | To tama                                                                                  | Ioannis Antoniou     |                        |
| 2003                                                                              | The Visual Bible: The Gospel of John                                                     | Tristan Gemmill      |                        |
| Maria, la madre del figlio di Dio (Maria, Mãe do Filho de Deus)                   | Nilvan Santos                                                                            |                      |                        |
| 2004                                                                              | Judas                                                                                    | Rory Kinnear         | Film televisivo        |
| 2005                                                                              | Matthew 26:17                                                                            | Andrew Archibeque    |                        |
| 2005                                                                              | Mary                                                                                     | Ettore D'Alessandro  |                        |
| San Pietro                                                                        | Manrico Gammarota                                                                        | Film televisivo      |                        |
| 2008                                                                              | The Passion                                                                              | Eoin Geoghegan       | Miniserie televisiva   |
| 2012                                                                              | Apostle Peter and the Last Supper                                                        | Leon Melas           |                        |

### Riferimenti
1. ↑   Michael T.R.B. Turnbull, Saint Andrew, su bbc.co.uk, BBC, 31 luglio 2009. URL consultato il 25 novembre 2019.
2. ↑  (EN, IT) St Andrew’s Day, su VisitScotland.com. URL consultato il 14 marzo 2025.
3. ↑   St. Andrew’s Day in Scozia: storia e origini, su Scotland4you.com, 30 novembre 2018. URL consultato il 14 marzo 2025.
4. ↑   Mc 1,16, su La Parola - La Sacra Bibbia in italiano in Internet.
5. ↑   I docici Andrea, su parrocchie.it. URL consultato il 20 agosto 2020.
6. ↑   Mt 16,17, su La Parola - La Sacra Bibbia in italiano in Internet.
7. ↑   Gv 1:40-42, su La Parola - La Sacra Bibbia in italiano in Internet.
8. ↑   Gv 1,44, su La Parola - La Sacra Bibbia in italiano in Internet.
9. ↑   Mc 1,21-29, su La Parola - La Sacra Bibbia in italiano in Internet.
10. ↑   Gv 1,35-40, su La Parola - La Sacra Bibbia in italiano in Internet.
11. ↑   Gv 1,41, su La Parola - La Sacra Bibbia in italiano in Internet.
12. ↑   Lc 5,11, su La Parola - La Sacra Bibbia in italiano in Internet.
13. ↑   Mt 4,19-20, su La Parola - La Sacra Bibbia in italiano in Internet.
14. ↑   Mc 1,17-18, su La Parola - La Sacra Bibbia in italiano in Internet.
15. ↑   Mc 13,3, su La Parola - La Sacra Bibbia in italiano in Internet.
16. ↑   Gv 6,8, su La Parola - La Sacra Bibbia in italiano in Internet.
17. ↑   Gv 12,22, su La Parola - La Sacra Bibbia in italiano in Internet.
18. ↑   At 1,13, su La Parola - La Sacra Bibbia in italiano in Internet.
19. ↑  (EN) George Alexandrou, The Astonishing Missionary Journeys of the Apostle Andrew, in Road to Emmaus, vol. V, n. 4,  pp. 43-45.
20. 1 2   Enrico Cravetto (a cura di), Andrea, santo & apostolo, in L'Enciclopedia, collana La Biblioteca di Repubblica, vol. I (A-Apra), UTET-DeAgostini, marzo 2003, ISSN 1128-4455 (WC · ACNP), SBN RCA0809482.
21. ↑  Monumenta Germaniae Historica.
22. ↑   Mt 16,17, su La Parola - La Sacra Bibbia in italiano in Internet.
23. ↑   Mt 12:38-42, su laparola.net.
24. ↑   Mt 16:1-28, su laparola.net.
25. ↑   Cristina Cumbo, Sant'Andrea decollato: furti e recuperi lungo le Mura Gianicolensi, su La Tutela del Patrimonio Culturale - Blog, 29 giugno 2020. URL consultato il 25 settembre 2024.
26. ↑   Città vescovile di Sarzana, su cattedraledisarzana.it.
27. ↑   Relazioni d'alcuni viaggi fatti in diverse parti della Toscana per osservare le produzioni naturali, e gli antichi monumenti di essa dal dottor Gio. Targioni Tozzetti., tomo I, 1779.
28. ↑   Sant'Andrea, il pescatore chiamato da Gesù alle quattro del pomeriggio, su Famiglia Cristiana.
29. ↑   Sulle orme degli apostoli: le reliquie di Sant’Andrea, su reliquiosamente.com.
30. ↑  Breve storia della reliquia di Sant'Andrea a Sarzana.
31. ↑  S. Ronchey, Andrea, il rifondatore di Bisanzio. Implicazioni ideologiche del ricevimento a Roma della testa del patrono della chiesa ortodossa nella settimana santa del 1462, in M. Koumanoudi e C. Maltezou (a cura di), Dopo le due cadute di Costantinopoli (1204, 1453). Eredi ideologici di Bisanzio, Atti del Convegno Internazionale di Studi (Venezia, 4-5 dicembre 2006), Venezia, Edizioni dell’Istituto Ellenico di Studi Bizantini e Postbizantini, 2008, pp. 259-272.
32. ↑  Monografia del Servo di Dio Fr. Vincenzo M. Pisapia, Roma, 1933, p. 9.
33. ↑  Consegnata, ad Amalfi, al Patriarca Bartolomeo una reliquia di Sant'Andrea.
34. ↑  Ippolito di Antiochia (m. circa 250) nel suo Sugli apostoli; Origene nel III libro dei suoi Commentari sulla Genesi (c. 254); Eusebio di Cesarea nel suo Storia della Chiesa (c. 340); cfr anche altre fonti come il Martirio di Usaard scritto tra l'845 e l'865.